# Tau Librae
Tau Librae o Evelina (τ Lib / τ Librae) è una stella di magnitudine 3,64 situata nella costellazione della Bilancia, distante 367 anni luce dal sistema solare. È un membro dell'associazione stellare Scorpius-Centaurus, in particolare fa parte del gruppo Centauro superiore-Lupo.
Tua Librae è occasionalmente conosciuta come Derakrab Australis, che significa "il braccio sud dello Scorpione". Il termine Derakrab infatti deriva dall'arabo Al-Dhira al-Akrab (الذراع العقرب) e significa "il braccio dello Scorpione", mentre la parola latina Australis specifica "a sud".

## Caratteristiche fisiche
Tau Librae è una stella bianco-azzurra di sequenza principale di tipo spettrale B2.5V. Ha una temperatura superficiale di 20.350 K e brilla con una luminosità 2705 volte quello del Sole. Ruota su sé stessa ad una velocità di 135 km/s , ha una massa quasi 7 volte quella del Sole ed un raggio 5 volte superiore. L'età stimata della stella è di soli 31,5 milioni di anni.
Tau Librae ha una compagna di classe B5 la cui separazione visuale è di 0,115 secondi d'arco. Il periodo orbitale della compagna è di 3,3 giorni con un'eccentricità orbitale pari a: ε = 0.3.